# Objawienia maryjne z Medziugoria
Objawienia maryjne z Medziugoria – seria domniemanych objawień maryjnych, które miały rozpocząć się w Medziugoriu w czerwcu 1981 i zgodnie z relacją sześciu osób widzących objawienia mają trwać do dziś. Kościół katolicki badał prawdziwość tych objawień. Ostatecznie zezwolił na kult i pielgrzymki oraz promowanie objawień.

## Historia objawień

### Pierwsze dni objawień
Pierwsze objawienie dzieciom miało mieć miejsce w godzinach wieczornych 24 czerwca 1981 we wsi Bijakovići, na wzgórzu Crnica należącym do parafii Medziugorie, w części tego wzgórza zwanej Podbrdo. Następnego dnia dzieci wróciły na to samo miejsce, dwoje z nich nie przyszło, a w zamian za nie przyszło dwoje innych. Tego dnia, tj. 25 czerwca 1981, ukształtowała się szóstka tzw. widzących. Następnego dnia (26 czerwca) ukazująca się dzieciom Pani (w języku chorwackim: Gospa) miała przedstawić się im jako Błogosławiona Dziewica Maryja (chorw. Blažena Djevica Marija). Pierwsze objawienia na Wzgórzu trwały do 29 czerwca 1981, po czym zostały przeniesione do kościoła w Medziugoriu.

### Pierwsze lata objawień
Objawienia miały mieć miejsce w tym czasie podczas różańca odmawianego przed wieczorną Mszą Świętą, najpierw w Kościele w głównej nawie, potem w salce naprzeciw zakrystii, po czym zostały przeniesione na plebanię i później na chór Kościoła.

### Objawienia obecnie

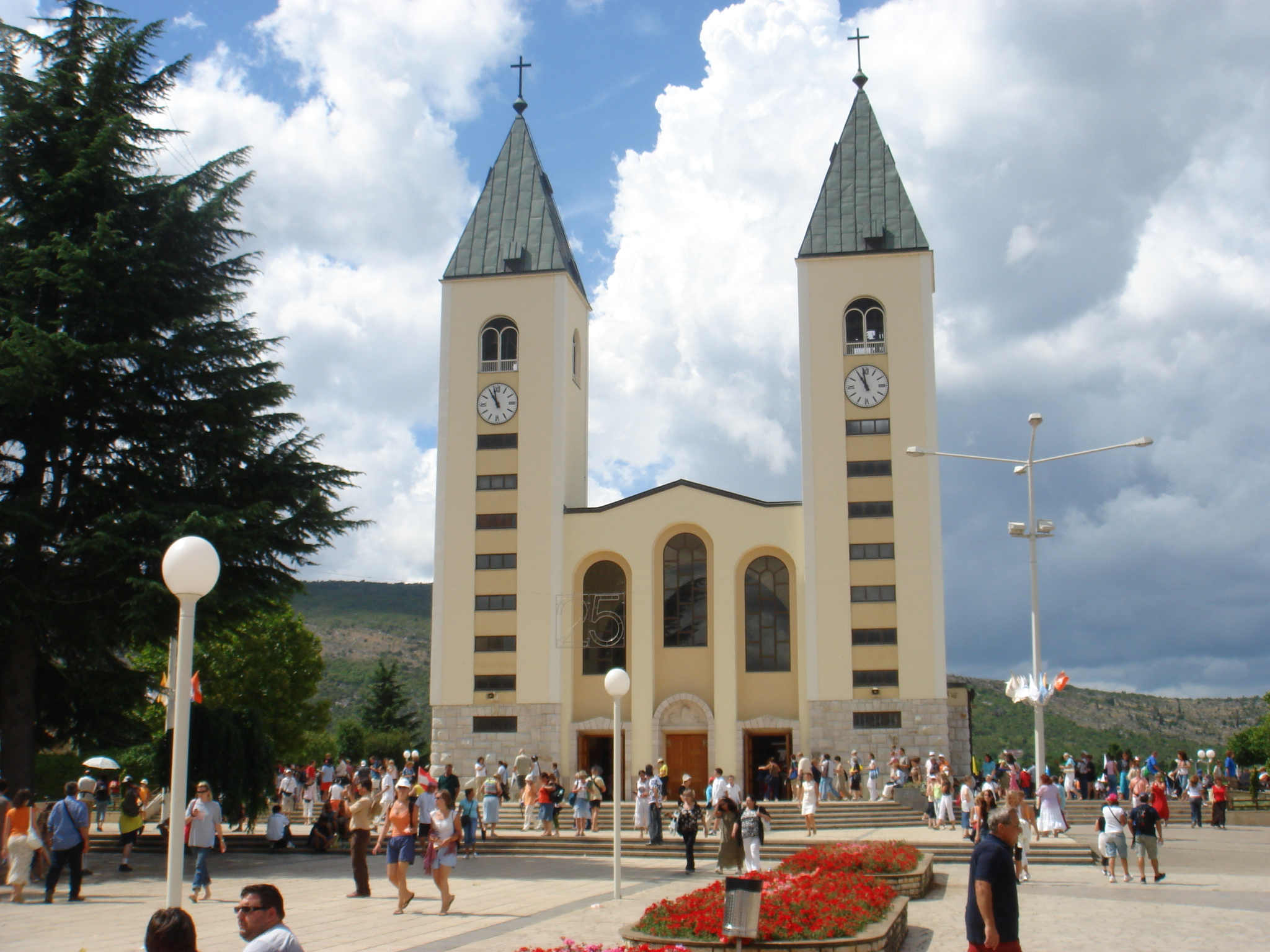
Kościół pw. św. Jakuba w Medziugoriu

Obecnie spośród „widzących”, troje twierdzi, że ma codzienne objawienia – Vicka, Ivan i Marija. Pozostała trójka z nich utrzymuje, że ma objawienia raz do roku (Jakov, Ivanka, Mirjana). Objawienia wedle świadectwa widzących mają miejsce tam, gdzie oni aktualnie przebywają. Czasami objawienia przybierają charakter publiczny, gdy gromadzą się na nich tysiące pielgrzymów, jak w przypadku objawień Mirjany z każdego drugiego dnia miesiąca (miały miejsce do 18 marca 2020), zwykle w Medziugorju oraz w przypadku Ivana, Mariji i rzadziej Vicki, którzy czasami zapraszani są do wielu krajów na świecie, np. do Austrii czy do Libanu. Publiczne „objawienia” nie są jednak widziane przez publiczność, która jedynie obserwuje widzącego. Zjawisko objawień w trakcie ich trwania badane jest także obecnie przez Kościół i powołaną przez niego komisję do zbadania objawień.

## Widzący
Terminem widzący określa się sześć osób. Należą do nich:
- Mirjana Dragićević-Soldo (ur. 18 marca 1965 w Sarajewie, objawienia ma raz do roku, 18 marca. Od 18 marca 2020 roku Matka Boża ma nie objawiać się jej więcej drugiego dnia miesiąca. Ma się jej objawiać tylko raz do roku[10])
- Ivanka Ivanković-Elez (ur. 21 czerwca 1966 w Bijakovici, objawienia ma raz do roku, 25 czerwca, w rocznice objawień)
- Vicka Ivanković-Mijatović (ur. 3 września 1964 w Bijakovici, objawienia ma codziennie)
- Ivan Dragićević (ur. 25 maja 1965 w Bijakovici, objawienia ma codziennie, mieszka w USA)
- Marija Pavlović-Lunetti (ur. 1 kwietnia 1965 w Bijakovici, objawienia ma codziennie, mieszka we Włoszech)
- Jakov Čolo (ur. 6 marca 1971 w Sarajewie, objawienia ma raz do roku, na Boże Narodzenie, 25 grudnia)

## Przesłanie Matki Bożej i jej orędzia

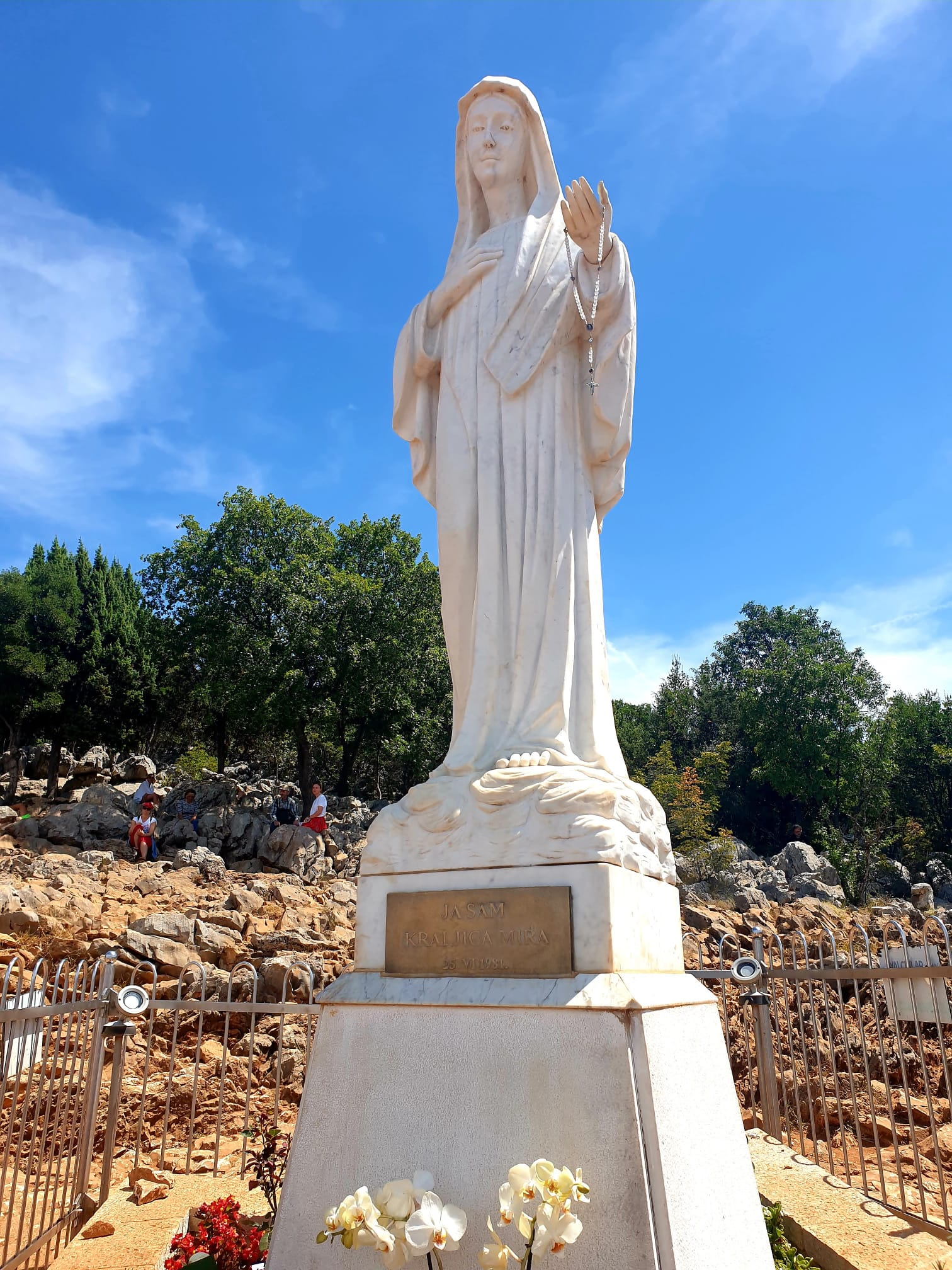
Figura Matki Bożej Królowej Pokoju na wzgórzu objawień

Z objawieniami związane są orędzia – krótkie przesłania Matki Bożej, wezwania do przyjęcia zbawienia danego w Chrystusie, pogłębienia wiary w Boga i do pełniejszego zjednoczenia z Jezusem. Orędzia przekazywane są od samego początku objawień. Najważniejsze z orędzi to jednak tzw. orędzia czwartkowe przekazywane przez Matkę Bożą od 1 marca 1984 do 8 stycznia 1987 oraz orędzia z każdego dwudziestego piątego dnia miesiąca przekazywane do dziś od 25 stycznia 1987, dawane jako kontynuacja orędzi czwartkowych. Orędzia adresowane są ostatecznie do całego świata, całej ludzkości. Poruszane są w nich m.in. następujące kwestie:
1. nawrócenie
2. modlitwa (bardzo dużo orędzi w tym o modlitwie różańcowej)
3. post
4. pokuta
5. zachęta do czytania Pisma Św.
6. wiara, nadzieja
7. miłość Boga i człowieka, także otwierania się na miłość Boga i Matki Bożej
8. sakramenty św., przede wszystkim Eucharystia, spowiedź
9. modlitwa i szacunek dla kapłanów
10. właściwa hierarchia wartości
11. Męka Pańska, Krzyż Jezusa, Jego cierpienie, Jego rany
12. wartość rodziny
13. dziękczynienie Bogu
14. pokój, przebaczenie innym, przyjęcie pokoju Jezusa oraz modlitwy o pokój.

## Stanowisko Kościoła katolickiego
Pierwszym stanowiskiem Kościoła było oświadczenie Konferencji Episkopatu byłej Jugosławii z Zadaru z 9–11 kwietnia 1991 (tzw. Oświadczenie Zadarskie). Stanowisko to potwierdziła w 1998 Kongregacja Nauki Wiary:

Jeśli zaś chodzi o wiarygodność „objawień”, o których mówimy, nasza dykasteria odwołuje się do tego, co zawarte jest w Deklaracji z Zadaru (10 IV 1991), wydanej przez biskupów byłej Jugosławii: „Na podstawie badań dotychczas przeprowadzonych, nie da się stwierdzić, że mamy do czynienia z objawieniami o charakterze nadprzyrodzonym.”

W Deklaracji z Zadaru z jednej strony Kościół nie odrzuca tzw. objawień z Medziugoria, zezwalając na pielgrzymki do tego miejsca, nie wskazując na żadne błędy doktrynalne. Z drugiej zaś strony w oświadczeniu nie znajdujemy także oficjalnego uznania objawień, co oznacza, że kwestia prawdziwości objawień stanowi, jak sami biskupi zaznaczają, przedmiot dalszych badań: „będą kontynuowane na bieżąco badania wydarzeń w Medziugorju”
Kongregacja Nauki Wiary w latach 1995–1996 powtórzyła opinię Konferencji Episkopatu, dodając: „Z tego wynika, że nie należy organizować oficjalnych, tak parafialnych, jak diecezjalnych pielgrzymek do Medziugoria, rozumianego jako miejsce autentycznych objawień Maryjnych, bo byłoby to niezgodne z tym, co stwierdzili poprzednio biskupi byłej Jugosławii”.
W 2010 papież Benedykt XVI powołał specjalną komisję (Międzynarodowa komisja ds. objawień z Medziugoria) do zbadania tzw. objawień. Komisji przewodniczył kard. Camillo Ruini. Składała się ona z kilkunastu specjalistów, teologów, duchownych i osób świeckich. Prace zakończyła w 2014 przekazując swoje wnioski właściwym dykasteriom.
11 lutego 2017 papież Franciszek zlecił arcybiskupowi Henrykowi Hoserowi udanie się do Medziugoria w charakterze Specjalnego Wysłannika Stolicy Apostolskiej, w celu dokładniejszego poznania tamtejszej sytuacji duszpasterskiej, a zwłaszcza potrzeb wiernych, którzy tam pielgrzymują, i w oparciu o to zasugerowanie ewentualnych inicjatyw duszpasterskich na przyszłość. Misja ta zakończyła się latem 2017. Następnie 31 maja 2018 papież Franciszek mianował arcybiskupa Henryka Hosera specjalnym wizytatorem apostolskim dla parafii Madziugorie. W związku ze śmiercią abp. Hosera, 27 listopada 2021 papież Franciszek mianował nowego  wizytatora apostolskiego dla parafii Medziugorie, którym został abp Aldo Cavalli.
12 maja 2019 papież Franciszek zezwolił na pielgrzymki do Medziugoria, które od tej pory mogą być organizowane oficjalnie przez diecezje i parafie. Wcześniej pielgrzymki do Medziugoria mogły być organizowane tylko przez osoby świeckie. Kościół zalecał jednak, aby takim pielgrzymkom towarzyszyli duchowni.

### Obecna ocena
19 września 2024 ogłoszono, zatwierdzoną przez papieża Franciszka, notę Dykasterii Nauki Wiary zatytułowaną "Królowa Pokoju" na temat doświadczenia duchowego związanego z Medziugoriem, dotyczącą papieskiej zgody "Nihil obstat".  Dokument - zgodnie z ogłoszonymi  w maju 2024  przez Dykasterię "Normami postępowania w rozeznawaniu domniemanych zjawisk nadprzyrodzonych” stanowiącymi, że zasadniczo ani lokalny biskup, ani Stolica Apostolska nie będą się od tej pory wypowiadać w sprawie orzeczenia o nadprzyrodzonym charakterze danego zjawiska, a ograniczą się do zezwolenia na kult i pielgrzymki oraz ich promowania - nie rozstrzyga kwestii nadprzyrodzonego charakteru zjawisk, ale uznaje liczne owoce duchowe związane z parafią i sanktuarium Królowej Pokoju, wydając ogólnie pozytywną ocenę przekazów, choć z kilkoma dodatkowymi wyjaśnieniami. Nota Dykasterii stwierdza:

Nihil obstat wskazuje, że wierni mogą otrzymać pozytywny impuls do życia chrześcijańskiego poprzez tę duchową propozycję i zezwala na kult publiczny. Takie stwierdzenie jest możliwe, ponieważ w trakcie doświadczenia duchowego zaobserwowano wiele pozytywnych owoców i nie wystąpiły żadne negatywne lub ryzykowne skutki wśród Ludu Bożego. Ocena tak licznych i rozpowszechnionych, pięknych i pozytywnych owoców nie oznacza uznania domniemanych nadprzyrodzonych wydarzeń za autentyczne, ale jedynie wskazuje, że „pośród” tego duchowego fenomenu Medziugoria, Duch Święty działa owocnie dla dobra wiernych. Dlatego zachęca się do docenienia i dzielenia się duszpasterską wartością tej duchowej propozycji.

### Stanowisko biskupów miejsca
Pierwszym uprawnionym do oceny nadprzyrodzoności objawień jest biskup diecezji na terenie której mają miejsca objawienia. I tak Pavao Žanić, były biskup ordynariusz diecezji mostarsko-duvnijskiej, na terenie której znajduje się parafia Medziugorie, twierdził, iż objawienia są fałszywe. Powołana przez tego biskupa komisja diecezjalna, pracująca w latach 1984–1986, opowiedziała się zdecydowaną większością głosów za non constat de supernaturalitate (nie stwierdza się nadprzyrodzoności). Przy czym, po pierwsze, wyniki komisji zostały przez Watykan odrzucone – Kongregacja Nauki Wiary rozwiązała tę komisję przekazując sprawę Episkopatowi Jugosławii. Po drugie, pierwotne stanowisko biskupa Žanicia było jak najbardziej przychylne Medziugoriu. Krytycy zmiany stanowiska biskupa miejsca wskazują, iż uległ on naciskom komunistów, którzy chcieli ukrócić objawienia, ponieważ wywoływały masowy zryw religijny, którego się obawiali. Rada wykonawcza Organów Bezpieczeństwa Jugosławii groziła biskupowi więzieniem, postawiwszy mu wcześniej zarzut popierania Medziugoria. Milicjanci nocą odwiedzali siedzibę biskupa.
Również stanowisko kolejnego biskupa miejsca Ratko Perica było krytyczne wobec fenomenu objawień:

Na podstawie badań komisji, w oparciu o własne doświadczenie pasterskie oraz biorąc pod uwagę gorszące nieposłuszeństwo związane z tą sprawą, kłamstwa pojawiające się w ustach Maryi, niezwykłe powtórzenia orędzi od ponad 16 lat, dziwny sposób w jaki kierownicy duchowi prowadzą tzw. „widzących” przez świat czyniąc im reklamę, a także fakt, że Maryja zjawia się na „fiat”, czyli „niech się stanie” „widzących”

W liście z 2 października 1997 biskup Perić, orzekł nie tylko non constat de supernaturalitate, lecz constat de non supernaturalitate, czyli stwierdził, że objawienia nie są nadprzyrodzone. Biskup zadeklarował jednak otwartość na wszelkie badania, jakie Stolica Święta jako najwyższa instancja Kościoła katolickiego chciałaby przeprowadzić. W 2009 biskup Ratko Perić przypomniał negatywne stanowisko Kościoła dotyczące domniemanych objawień i zwrócił uwagę, że kościół św. Jakuba w Medziugoriu nie jest sanktuarium.

### Argumenty za prawdziwością objawień
1. Owocność orędzia Maryi; w ciągu ponad 40 lat od początku objawień pielgrzymi przybywający do Medziugoria mają świadczyć o nawróceniu, jakie dokonuje się w ich życiu, co też zostało dostrzeżone w nocie Dykasterii Nauki Wiary z 2024 roku. Dokument ten wśród tych pozytywnych owoców wymienia „wiele nawróceń” osób, które odkryły lub ponownie odkryły wiarę; powrót do spowiedzi i komunii sakramentalnej, liczne powołania, „rozliczne przypadki pojednania między małżonkami” oraz odnowę życia małżeńskiego i rodzinnego”, a także „dużo uzdrowień”[38].
2. Maryja ma podkreślać w orędziach to, co jest istotne dla katolicyzmu i jego duchowości: modlitwa, post, Msza święta, różaniec, Pismo Święte, spowiedź, kapłaństwo i sakramenty, pokój płynący z miłości, chrystocentryzm, działanie Ducha Świętego w życiu chrześcijanina, wezwanie do nawrócenia, poważny ciężar zła i grzechu, braterska komunia, świadectwo wiernych, życie wieczne[39].
3. Papieskie nihil obstat wyrażone w nocie Dykasterii Nauki Wiary[40] z 2024 roku, które zezwala na kult publiczny w Medziugorju – nic nie stoi na przeszkodzie, by korzystać z duchowych owoców tego miejsca, docenić jego wartość duszpasterską i rozpowszechniać tę duchową propozycję[41].
4. Wcześniejsze pozytywne opinie ludzi Kościoła: prywatna opinia papieża Jana Pawła II[42], poświadczona m.in. przez kard. Stanisława Dziwisza i postulatora procesu beatyfikacyjnego bpa Sławomira Odera[43][44] oraz wiele innych pozytywnych opinii (m.in. matki Teresy z Kalkuty[44], Gabriela Amortha[45], Daniela Ange[46]).

### Argumenty podważające wiarygodność i prawdziwość objawień
1. Niektóre wypowiedzi zawarte w orędziach są trudne do pogodzenia z katolicką doktryną. 1 października 1981: „Wszystkie religie są równe i można osiągnąć zbawienie w każdej religii. To ludzie stworzyli podziały religijne, gdy Bóg panuje nad nimi wszystkimi. Należy szanować wyznanie każdego i respektować jego sumienie. Duch Boży działa we wszystkich wspólnotach, nawet jeśli nie wszędzie z taką samą mocą”[47]. Te słowa są sprzeczne z wiarą, że jedynie Kościół katolicki otrzymał i zachował pełnię prawdy objawionej, i z potępieniami Piusa IX zawartymi w Syllabusie Błędów z 8 grudnia 1864[48]. (Niemniej, papież Franciszek stwierdził w 2019, że Bóg przyzwala na wielość religii[49]). Z kolei 24 lipca 1982 Gospa zaprzeczyła zmartwychwstaniu ciał, a przynajmniej identyczności ciała przed i po zmartwychwstaniu, mówiąc: „po śmierci ciało wzięte z ziemi ulega rozkładowi i nigdy nie odżyje. Człowiek otrzymuje ciało przemienione”. Można to jednak pogodzić z tekstem św. Pawła: „Zasiewa się zniszczalne – powstaje zaś niezniszczalne; sieje się niechwalebne – powstaje chwalebne; sieje się słabe – powstaje mocne; zasiewa się ciało zmysłowe – powstaje ciało duchowe. Trzeba, ażeby to, co zniszczalne, przyodziało się w niezniszczalność, a to, co śmiertelne, przyodziało się w nieśmiertelność” (1 Kor 15, 42–44.53). Wypowiedź ta oznacza tożsamość ciała, ale nie jego identyczność; wręcz odwrotnie – oznajmia radykalną odmienność jego cech podczas życia ziemskiego i po zmartwychwstaniu[50]. 22 sierpnia 1981: „Jezus był prześladowany za swą wiarę”, co może sugerować, iż Pan Jezus nie był Bogiem, bowiem Chrystus Pan poniósł męczeństwo dla naszego zbawienia, nie zaś jako ofiara prześladowań religijnych[51]. Niemniej, głównym powodem Jego odrzucenia i skazania był brak akceptacji jego deklaracji religijnej, że jest Synem Bożym (Mt 27, 39–44).
2. Krytycy zwracają uwagę na podobieństwo pewnych wydarzeń medziugorskich do innych oficjalnie odrzuconych objawień[52], np. objawień Vassuli Ryden. Można dostrzec pewien związek pomiędzy „widzącą” Vassulą a Medziugoriem[53] w zakresie wątpliwości Kościoła co do przekazu w sposób jasny i integralny depozytu wiary chrześcijańskiej.
3. Szereg faktów trudnych do pogodzenia z ‘godnością’, jaka powinna przysługiwać prawdziwym objawieniom. Należy do nich wygląd ukazującej się postaci. Widzący podkreślają na przykład, że nie ma ona stóp, co może być uznane za przymiot ducha, a nie człowieka. Kontrowersje budzą także niektóre „znaki” – wirujący krzyż może być interpretowany jako kpina z zasady “Stat Crux, dum volvitur orbis” (Krzyż trwa, podczas gdy świat się zmienia). Jednocześnie krytycy tych objawień podkreślają też szereg „dobrych” znaków pośrednio związanych z kultem Gospy z Medziugoria (nawrócenia, uzdrowienia)[54], swoje zastrzeżenia formują jednak zgodnie z zasadą Ignacego Loyoli, by nie ufać objawieniom mającym choćby pozory „zła”.
4. Grzechy o. Tomislava Vlašicia(inne języki) i o. Ivicy Vego, opiekunów duchowych i promotorów wizjonerów, których Gospa nazwała „prawdziwymi świętymi”. Pierwszy ze względu na propagowanie błędów doktrynalnych, nieposłuszeństwo i złamanie celibatu (jest ojcem dziecka zakonnicy) został wydalony z zakonu franciszkanów i suspendowany, a Benedykt XVI zabronił mu pod groźbą ekskomuniki wypowiadania się w jakichkolwiek sprawach doktryny katolickiej[55]. Drugi porzucił kapłaństwo i żyje z byłą siostrą zakonną w konkubinacie[51].
5. Objawienia w Medziugoriu charakteryzuje ponadto fakt, że miały zacząć się od grzechu. Najpierw wizjonerki zeszły się na potajemnym paleniu papierosów, a chłopiec ukradł jabłka sąsiadowi[56].

## Znaczenie objawień
- „Fenomen Medziugoria” - na skutek którego rozwinęło się intensywne codzienne duszpasterstwo w parafii Medziugorie: codzienne odmawianie poszczególnych części różańca, msze święte (często odprawiane także w dni powszednie), adoracje Najświętszego Sakramentu, spowiedzi. Oprócz zwyczajnego życia sakramentalno-duchowego, odbywają się różne regularne zajęcia, takie jak coroczne seminaria różnego rodzaju, Festiwal Młodzieży, rekolekcje duchowe dla kapłanów, małżeństw, organizatorów pielgrzymek, liderów centrów pokoju i grup modlitewnych[57].
- Wśród osób wierzących w objawienia i wyrażających swoje pozytywne opinie mówi się o ogromnym znaczeniu objawień, wskazując na ich rolę dziejową: są naglącym wołaniem Matki Zbawiciela do ludzkości, by wróciła na drogę do Boga, wskazującej wzór życia chrześcijańskiego[58], wypełnieniem wszystkich objawień maryjnych[59].
- abp Henryk Hoser o Medziugoriu:

Najbardziej adekwatnym spojrzeniem na Medjugorie, jest postrzeganie go jako fenomenu duchowego, który wciąż się rozwija. W porównaniu do innych miejsc pielgrzymkowych jakie znamy, tutaj ogromny nacisk położony jest na pogłębioną formację oraz na sakrament pokuty i pojednania.

- do Medziugoria przybywa ok. 3,5 miliona pielgrzymów rocznie, w tym kilka tysięcy księży i duchownych. Najliczniejsze grupy pochodzą z Polski i Włoch[60].